# Ermita de la Virgen del Consuelo (Camañas)
La ermita de la Virgen del Consuelo es una ermita situada en la localidad turolense de Camañas (España). Fue declarada Bien de Interés Cultural en 2006. La ermita, del siglo XIII y de estilo tardorrománico, es de los pocos ejemplos de este arte que quedan en la provincia de Teruel. Originalmente era la capilla del cercano castillo de Camañas, ahora en ruinas, y la primera iglesia parroquial.
Se trata de un edificio de mampostería, con una sola nave de dos tramos, separados por un arco fajón apuntado. Del siglo XIV data la techumbre gótica con madera policromada, y fue en ese momento cuando se amplió la capilla. Cuenta con un ábside semicircular en la parte del presbiterio, con bóveda de horno apuntada y que cuenta con una ventana de medio punto como saetera, y con canecillos en su cornisa. Esta parte del templo se encuentra decorada con pinturas románicas que muestran un Pantocrátor y Tetramorfos.
También destacan azulejos del siglo XVI.
Fue declarada Bien de Interés Cultural del Patrimonio Cultural Aragonés  junto al castillo de la localidad, según la disposición adicional segunda de la Ley 3/1999, de 10 de marzo. La publicación del listado de bienes fue realizada el 22 de mayo de 2006. En 2008 se firmó un convenio entre el Gobierno de Aragón, Ibercaja, el obispado de Teruel-Albarracín y el ayuntamiento de Camañas para restaurarla.